# 亚西那里亚门

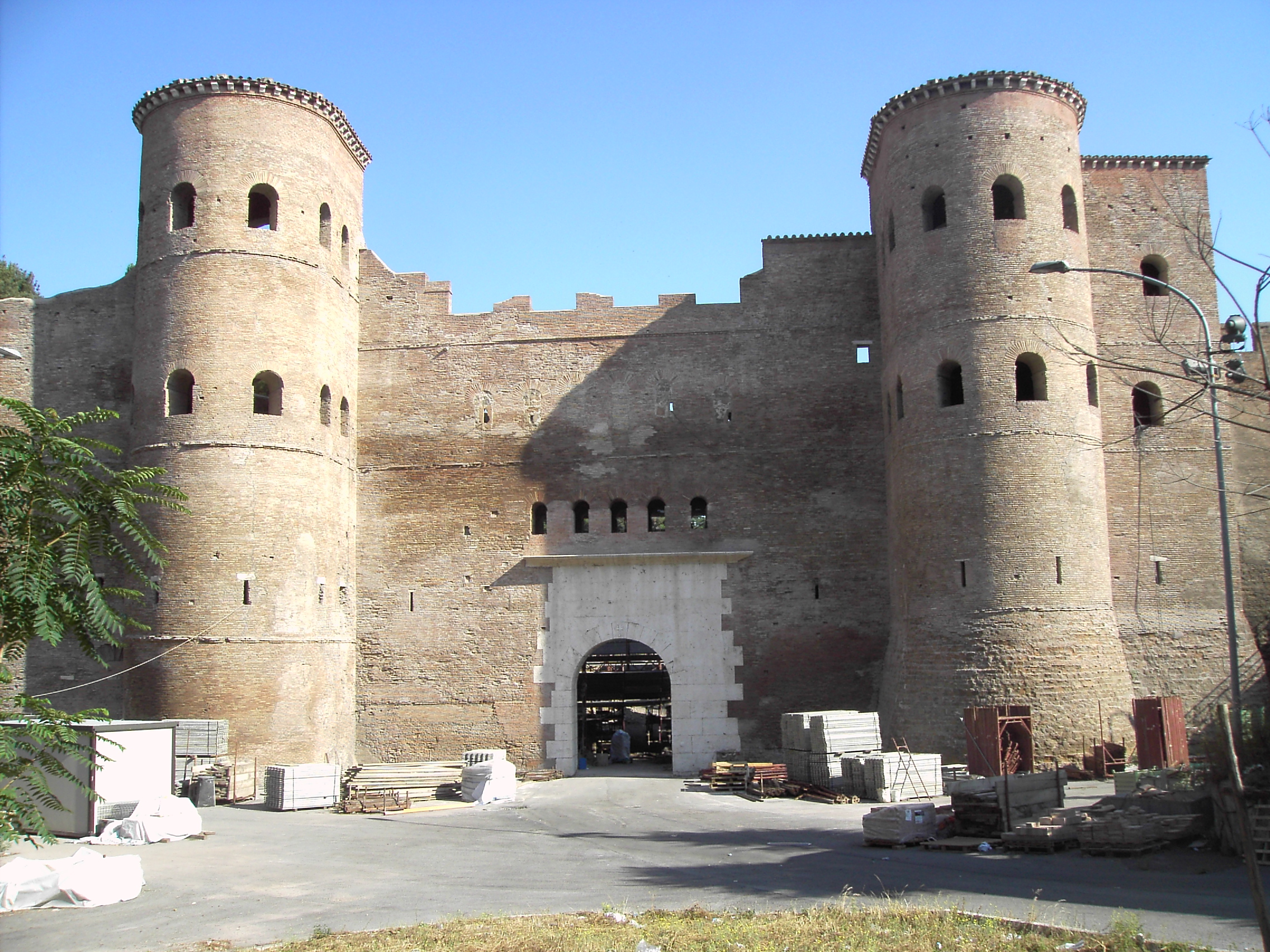
亚西那里亚门外侧

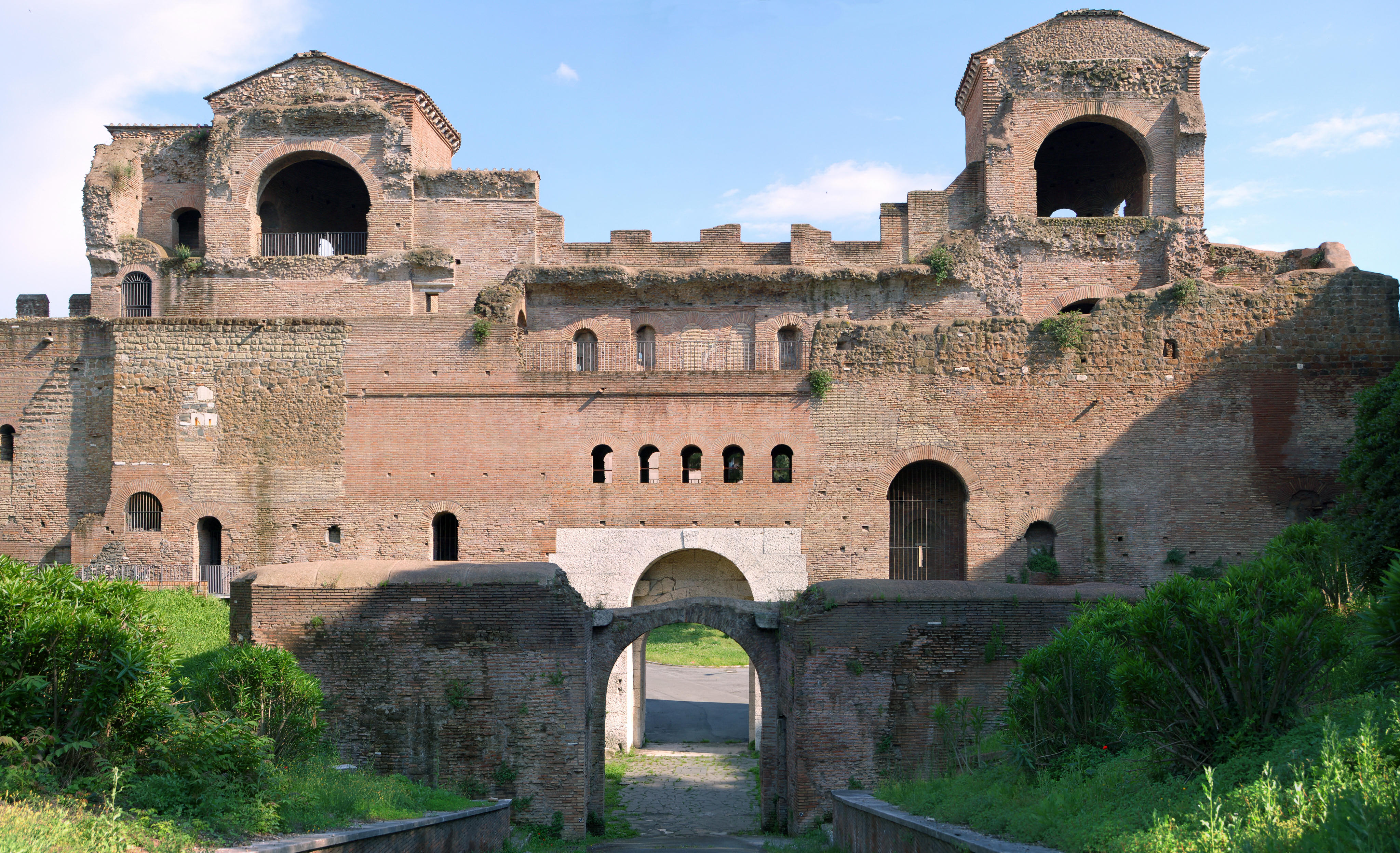
亚西那里亚门内侧

亚西那里亚门（Porta Asinaria）是罗马奥勒良城墙上的一个城门，设有两个塔楼，建于270-273年，与城墙同时建造。536年，贝利撒留将军率领的拜占庭帝国军队正是通过这道门进城，从东哥德人手中收复该城。
到16世纪，由于该门已交通拥堵，在附近又新开辟圣若望门。亚西那里亚门封闭。